# Джузеппе Сарагат
Джузеппе Сарагат (італ. Giuseppe Saragat; 19 вересня 1898, Турин — 11 червня 1988, Рим) — італійський політик, президент Італії з 1964 по 1971.

## Життєпис
Джузеппе Сарагат народився 19 вересня 1898 року в Турині в сім'ї вихідців з Сардинії.
У своїй політичній кар'єрі він був поміркованим соціалістом. В 1947 році він покинув Соціалістичну партію через заклопотаність з приводу розриву альянсу з комуністами, і приєднався до Італійської соціалістичної робочої партії, яка незабаром перетворилася на Соціал-демократичну партію Італії. У ній Сарагат реалізував себе як успішного політика, ставши незабаром її беззмінним лідером.
З 1963 по 1964 — Міністр закордонних справ Італії. 28 грудня 1964 обраний президентом Італійської Республіки в 21-му турі виборів (завдяки єдиному голосуванню всіх лівих — від соціал-демократів до комуністів, дуже стурбованих небезпекою неофашистського путчу).
З 29 грудня 1964 року по 29 грудня 1971 року — президент Італійської Республіки.
З 29 грудня 1971 року — довічний сенатор.
Почесний голова Соціалістичного інтернаціоналу.
Джузеппе Сарагат помер 11 червня 1988 року в Римі у віці 89 років.